# Gallamine
La gallamine est un curare non dépolarisant de la famille des ammoniums quaternaires.

## Historique
Synthétisé pour la première fois par Yvonne de Lestrange, dans le laboratoire de chimie thérapeutique dirigé par Ernest Fourneau à l'Institut Pasteur, le triiodoéthylate de gallamine est mis au point en 1946 par Daniel Bovet, au département de recherche pharmaceutique de Rhône-Poulenc.
Sous le nom commercial de Flaxédil®, la gallamine devient le premier curarisant de synthèse utilisable chez l'Homme. La découverte de ses propriétés myorelaxantes sont à l'origine de progrès considérables dans le domaine de l'anesthésie chirurgicale, et c'est principalement pour sa mise au point et pour celle qu'il va faire, deux ans plus tard, de la succinylcholine, que Bovet sera récompensé, en 1957, du prix Nobel de médecine.
Les effets anticholinergiques marqués et le potentiel allergisant de la gallamine l'ont fait progressivement abandonner par les professionnels.